# Ernst August Wilhelm Hoerschelmann
Ernst August Wilhelm Hoerschelmann (* 19. April 1743 in Großrudestedt; † 28. Oktober 1795 in Reval) war ein deutscher Theologe, Pädagoge und Philosoph.

## Herkunft und Familie
Die bürgerliche Familie Hoerschelmann stammte ursprünglich aus Thüringen, wo sie mit dem Viehmeier Claus Hörselmann (1610–1699) die Stammreihe beginnt. Ernst August Wilhelm Hoerschelmann war der 5. Sohn des Superintendenten in Großrudestedt in Thüringen Johann Heinrich Hörschelmann (1704–1774) und der Christiane Elisabeth Waitz (* 1712) und wurde in Großrudestedt am 19. April 1743 geboren. Er war der jüngere Bruder des Juristen Friedrich Ludwig Anton Hoerschelmann. Mit Ernst August Wilhelms Vater begann eine Theologenfamilie über neun Generationen bis in unsere Zeit.

## Leben und Beruf
Ernst August Wilhelm Hoerschelmann studierte wie sein Vater Theologie und dazu noch Philosophie und Geschichte an der Universität Jena und promovierte zum Dr. phil. Da seine Interessen besonders historischen Themen und der Philosophie galten, bewarb er sich 1768 um die Stelle eines Professors für Weltweisheit und Geschichte am Kaiserlichen Gymnasium in Reval. Seine Bewerbung war von Erfolg gekrönt und so wanderte der junge Gelehrte in das damals russische Estland aus. Das Gymnasium in Reval war deutschsprachig und wurde vom Rat der Stadt und der Petersburger Regierung unterhalten. Hoerschelmann war ein sehr erfolgreicher Wissenschaftler und Pädagoge, der achtmal Rektor des Gymnasiums wurde. Für seine Verdienste um die Erziehung der Jugend ernannte ihn die Zarin Katharina die Große zum Kaiserlich russischen Hofrat und verlieh ihm den erblichen russischen Adel. Neben zahlreichen wissenschaftlichen Veröffentlichungen, wie z. B. das zweibändige Compendium der Philosophie, gründete er 1772 die wöchentlich erscheinende Zeitung Revalsche wöchentliche Nachrichten, deren Redaktion er selbst übernahm. Er war ein Rationalist und Aufklärer, der sich auch für das Theater sehr interessierte. So förderte er nicht nur den jungen Dichter August von Kotzebue, der in Reval als kaiserlich russischer Richter amtierte, sondern setzte sich vehement für das Theater als Ort der Bildung und Erbauung ein. Er schrieb auch die Musik zu Kotzebues Volksstück "Die väterliche Erwartung".
Ernst August Wilhelm Hoerschelmann, der, anders als viele seiner Nachkommen, das Adelspartikel ,von‘ nicht führte, heiratete am 15. Juni 1769 in Reval Charlotte Salomon (1754–1829). Das Paar hatte 16 Kinder, von denen 8 das Erwachsenenalter erreichten. Er starb am 28. Oktober 1795 in Reval.